# Rotbürzellerche

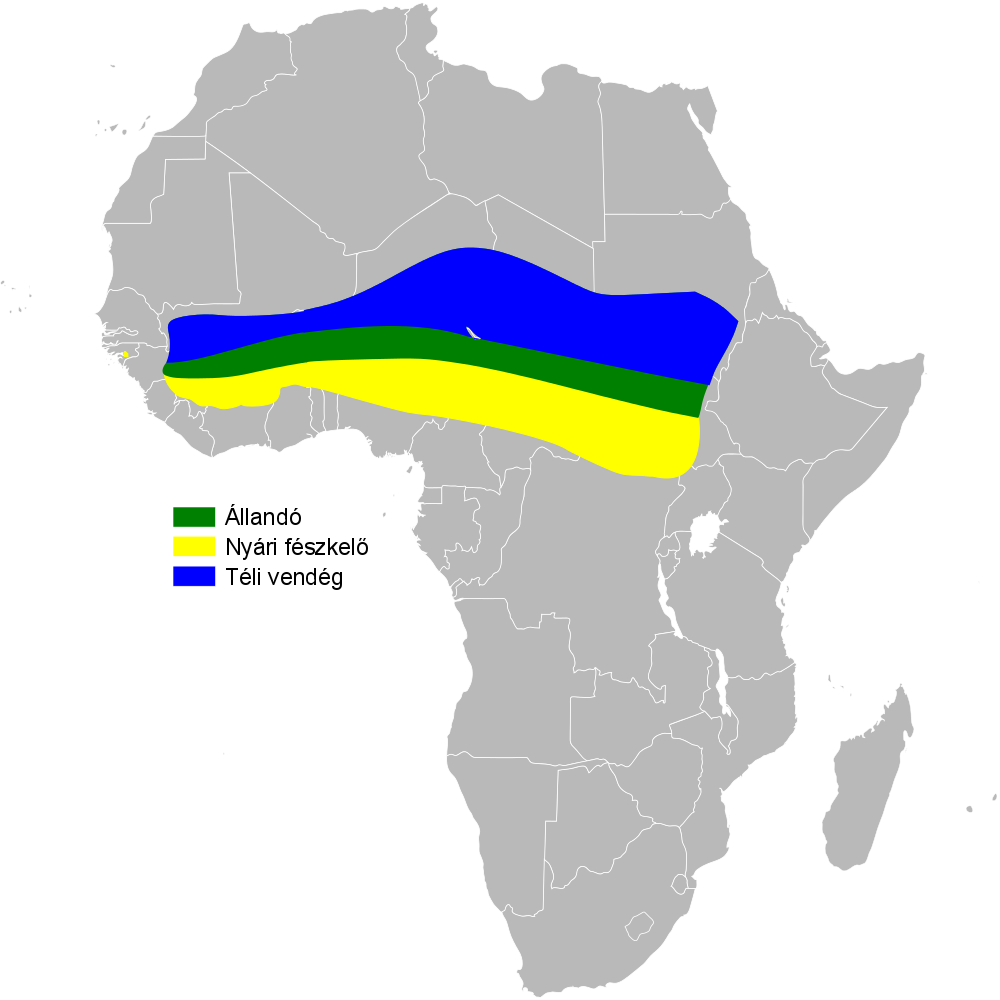
Verbreitungskarte der Drossellerche
Brutgebiete
Ganzjähriges Vorkommen
Überwinterungsgebiete

Die Rotbürzellerche (Pinarocorys erythropygia) ist eine dunkel gefiederte Art aus der Familie der Lerchen. Sie entspricht in ihrer Größe der Feldlerche und erinnert mit ihrer Färbung und vergleichsweise langen Schwanz an eine Drossel. Das Verbreitungsgebiet der Drossellerche liegt in Afrika. Es werden keine Unterarten unterschieden.
Die IUCN stuft die Rotbürzellerche als nicht gefährdet (least concern) ein.

## Merkmale
Die Rotbürzellerche erreicht eine Körperlänge von etwa 17 bis 19 Zentimetern, wovon 6,4 bis 7,5 Zentimeter auf den Schwanz entfallen. Der Schnabel misst vom Schnabel aus gemessen 1,7 bis 2,04 Zentimeter. Drossellerchen wiegen etwa 30 Gramm. Es besteht anders als bei den meisten Lerchen und ähnlich wie bei der zur gleichen Gattung gehörenden Drossellerche ein geringfügiger Geschlechtsdimorphismus.
Das ausgewachsene Männchen ist auf der Körperoberseite dunkelbraun, lediglich der Bürzel und die Oberschwanzdecken weisen einen rötlichen Ton auf. Die Halsseiten sowie das Gesicht und die Überaugenstreifen sind weißlich. Die Wangen und Ohrdecken sind dunkelbraun, haben jedoch einen weißlichen Fleck in der Mitte. Der Bartstreif ist weißlich, der Wangen- und Kinnstreif dagegen ist weißlich. Auch das Kinn und die Kehle sind weißlich, die Brust ist hellbraun und ist auffällig schwarzbraun gesprenkelt und gestrichelt. Der Bauch ist weißlich ohne weitere Farbabzeichen. Die Hand- und Armschwingen sind schwarzbraun. Das mittlere Steuerfederpaar ist dunkelbraun mit einer rotbraunen Basis. Dieser rotbraune Anteil nimmt zu, je weiter außen die Steuerfedern liegen. Die sechste und äußerste Steuerfeder hat nur noch ein dreieckiges Abzeichen an der Spitze der Innenfahne. Der Schnabel ist hornfarben, die Iris ist dunkelbraun.
Weibchen ähneln in ihrer Färbung den Männchen. Ihr Gefieder wirkt insgesamt jedoch rötlich, da die Handschwingen deutlich breitere rötliche Säume haben.

## Verwechslungsmöglichkeiten
Die Rotbürzellerche ist wegen ihrer Größe und Gefiederfärbung mit keiner anderen Lerchenart in ihrem Verbreitungsgebiet zu verwechseln. Die Drossellerche, von der sie sich durch den rötlichen Bürzel und die rötlichen Anteile in den Steuerfedern unterscheidet, kommt weiter im Süden Afrikas vor.

## Verbreitungsgebiet und Lebensraum
Das Verbreitungsgebiet der Rotbürzellerche erstreckt sich von den Küsten Senegals, Gambias und Guineas bis in den Sudan und den Nordwesten Ugandas. Insgesamt liegt das Verbreitungsgebiet zwischen 5° und 15°N sowie 15° W und 35° O. Die Rotbürzellerche ist ein Stand-, Strich- und gelegentlich auch Zugvogel. Außerhalb der Brutzeit wird er gelegentlich auch im Zentralgebiet von Niger sowie im Nordwesten von Sudan angetroffen.
Der Lebensraum der Rotbürzellerche ist die Savanne. Sie kommt auch auf verbrannten Flächen sowie auf Rinderweiden vor.

## Lebensweise
Die Rotbürzellerche ist ein scheuer Vogel, die bei Störung in der Regel nicht auffliegt, sondern laufend Schutz in der niedrigen Vegetation sucht. Die Nahrung besteht überwiegend aus Heuschrecken und anderen Wirbellosen.
Das Fortpflanzungsverhalten der Rotbürzellerche ist noch nicht abschließend untersucht. Nach jetziger Erkenntnis fällt die Brutzeit in Nigeria in den Zeitraum Januar bis März und im Sudan in die Monate Februar und März. Wie alle Lerchen ist die Rotbürzellerche ein Bodenbrüter. Die Eier sind von steingrauer Grundfarbe mit grauen und olivbraunen Fleckchen und Punkten. Wie die meisten Lerchen zeigt auch das Männchen einen Singflug. Beim Singflug steigt das Männchen spiralenförmig kreisend in die Höhe, hält diese Höhe für eine bis zwei Minuten und kehrt dann zum Boden zurück, wobei es in einem Busch oder auf einem Baum landet.

## Einzelbelege
1. 1 2  Pätzold: Kompendium der Lerchen. S. 132.
2. 1 2 3 4  Pätzold: Kompendium der Lerchen. S. 133.
3. ↑  Pinarocorys erythropygia in der Roten Liste gefährdeter Arten der IUCN 2016. Eingestellt von: BirdLife International, 2016. Abgerufen am 5, März 2017.
4. ↑  Pätzold: Kompendium der Lerchen. S. 131.